# يو إس إس سميث (دي دي-378)
يو إس إس سميث (دي دي-378) كانت مدمرة من فئة ماهان خدمت في البحرية الأمريكية قبل وأثناء الحرب العالمية الثانية. وقد حملت اسم الملازم جوزيف بي. سميث، من البحرية الأمريكية.